# Miguel Gustavo
Miguel Gustavo, född 24 mars 1922 i Rio de Janeiro, död 22 januari 1972 i Rio de Janeiro, var en brasiliansk journalist och kompositör.
Gustavo började som discjockey och jingelkompositör, förutom att han även hade framgång som kompositör av samba-låtar och marscher.
År 1962 komponerade han tillsammans med Jorge Veiga låten "Brigitte Bardot". Till världsmästerskapet i fotboll 1970 i Mexiko komponerade han hymnen Pra Frente Brasil och melodin blev en symbol för Brasiliens herrlandslag i fotboll.
Miguel Gustavo dog 1972 och begravdes på Caju begravningsplats i Rio de Janeiro.

## Populära låtar
- 1952: Baião das Mulheres, Miguel Gustavo och João S. Guimarães
- 1953: Baião do Chofer, Miguel Gustavo
- 1956: A Dança Do Didu, Miguel Gustavo
- 1956: Boate Tra La Lá, Miguel Gustavo
- 1957: A Dança do Bidú, Miguel Gustavo
- 1957: A Fúria Louca de Jean Pouchard, Miguel Gustavo
- 1957: A Menina Canta, Miguel Gustavo
- 1957: Bem Vindo Seja, Miguel Gustavo
- 1958: Brabuletas de Brasília, Miguel Gustavo, Altamiro Carrilho och Carrapicho
- 1959: Baião Triste, Altamiro Carrilho och Miguel Gustavo
- 1962: Bacardy Chá-chá-chá, Miguel Gustavo
- 1970: Bloco Da Lua, Luiz Reis och Miguel Gustavo
- 1970: Brasil Eu Adoro Você, Miguel Gustavo